# Gibson Hummingbird
La Gibson Hummingbird est une guitare folk acoustique, fabriquée par le luthier américain Gibson.
Lors de sa sortie en 1960, cette guitare est la deuxième guitare acoustique la plus chère du catalogue de la marque après la  Gibson Dove et ce, jusqu’à la sortie de la Gibson J-200 en 1962.
Elle possède un double « barrage en X » depuis 1971, et est constituée des essences de bois suivantes : de l’acajou pour le manche, les éclisses et le fond ; de l’épicéa pour la table ; du palissandre pour la touche et le chevalet.
Les incrustations en nacre représentent des parallélogrammes fendus sur la touche, et une couronne sur  la tête de l'instrument.
La plaque de protection en celluloïd est décorée de motifs de trompette de Virginie, d’un papillon, et d’un colibri, hummingbird en anglais, qui donne son nom à la guitare.
Ce fut la première Gibson de type dreadnought (à épaules carrées), forme répandue chez le luthier Martin, recherchée afin d'obtenir un son bien équilibré et pas trop puissant, et ainsi favoriser l'accompagnement du chant.